# Daniil Stoenescu
Daniil Stoenescu (n. 23 septembrie 1957, Hățăgel, Hunedoara) este un episcop ortodox român.

## Studii
Studii primare și gimnaziale la Hățăgel și Densuș (1964-1972), teologice la Seminarul din Caransebeș (1972-1977) și la Institutul din Sibiu (1978-1982), continuate prin cele doctorale la București (1982-1985) și de specializare la Tesalonic (1992-1996); doctor în Teologie dm 1996 (teză în manuscris: învățături dogmatice în „Apophtegmata Patrum”).

## Cariera ecleziastică
Ieromonah la Hodoș-Bodrog (1984-1986), duhovnic la Mănăstirea Prislop (1986-1996) și preot-paroh la Densuș (1996-2001), întemeietor al schitului „Schimbarea la Față’ din Munții Retezat (1999); profesor de Patrologie și Literatură post-patristică la Facultatea de Teologie din Arad (1991-2003).  
Episcop-vicar al Arhiepiscopiei Timișoarei, la 22 februarie 2001 a fost ales arhiereu si hirotonit la 01.04.2001, cu titlul „Partoșanul”  
Episcop locțiitor (administrator) al Episcopiei Daciei Felix, din 12.02.2004, cu sediul la Vârșeț, a românilor ortodocși din Serbia (recunoscută de Ministerul Cultelor de la Belgrad în 28 aprilie 2009).
În această calitate a înființat protopopiatul Daciei Ripensis pentru vlahii din sudul Dunării, a sprijinit ridicarea primei biserici românești din Valea Timocului, în satul Malainița (2004), și a fondat revista „Dealul Vârșețului” (2002-2004).
Arhiereu-vicar al Episcopiei Devei și Hunedoarei, cu titlul ,,Densușeanul".